# Shah Muzaffar
Shah Muzaffar (+ 1353) fou un príncep muzaffàrida, fill de Mubariz al-Din Muhammad
Designat hereu el seu pare li va concedir el govern de Yedz (quan va conquerir Fars i va traslladar la capital a Shiraz), però va morir allí el 1353 en vida del seu pare. El govern de Yedz va passar al seu fill de nom Shah Yahya mentre el germà del difunt, Shah Shuja rebia el govern del Kirman.